# Sam Togwell
Samuel James Togwell, detto Sam (Beaconsfield, 14 ottobre 1984) è un ex calciatore inglese, di ruolo centrocampista.

## Carriera
Ha giocato nella seconda divisione inglese.

## Palmarès

### Club

#### Competizioni nazionali
- Campionato inglese di quarta divisione: 1

Chesterfield: 2013-2014
- National League: 1

Barnet: 2014-2015

#### Competizioni regionali
- Berks & Bucks Senior Cup: 1

Slough Town: 2018-2019